# Gouvernement du Venezuela

Le gouvernement du Venezuela (Gabinete de Ministros de Venezuela en espagnol, littéralement, Cabinet des ministres du Venezuela) est l'un des éléments du pouvoir exécutif national de la république bolivarienne du Venezuela.

## Président
| Image          | Fonction  | Nom | Nom            | Parti | Depuis le       |
| -------------- | --------- | --- | -------------- | ----- | --------------- |
| Nicolás Maduro | Président |     | Nicolás Maduro | PSUV  | 13 janvier 2013 |

## Vice-présidente
| Image           | Fonction        | Nom | Nom             | Parti | Depuis le    |
| --------------- | --------------- | --- | --------------- | ----- | ------------ |
| Delcy Rodríguez | Vice-présidente |     | Delcy Rodríguez | MSV   | 14 juin 2018 |

## Gouvernement
| Image                     | Fonction                                                                      | Nom | Nom                       | Parti | Depuis le         |
| ------------------------- | ----------------------------------------------------------------------------- | --- | ------------------------- | ----- | ----------------- |
| Jorge Márquez             | Ministre du Bureau de la présidence et du Suivi de la gestion du gouvernement |     | Jorge Márquez             |       | 26 octobre 2017   |
| Remigio Ceballos          | Ministre des Relations intérieures, de la Justice et de la Paix               |     | Remigio Ceballos          |       | 19 août 2021      |
| Iván Gil                  | Ministre des Relations extérieures                                            |     | Iván Gil                  | PSUV  | 6 janvier 2023    |
| Delcy Rodríguez           | Ministre de l'Économie, des Finances et du Commerce extérieur                 |     | Delcy Rodríguez           | PSUV  | 10 septembre 2020 |
| Vladimir Padrino López    | Ministre de la Défense                                                        |     | Vladimir Padrino López    | PSUV  | 3 septembre 2014  |
| Alí Padrón                | Ministre du Tourisme                                                          |     | Alí Padrón                | PSUV  | 25 octobre 2020   |
| Wilmar Castro Soteldo     | Ministre de l'Agriculture productive et des Terres                            |     | Wilmar Castro Soteldo     | PSUV  | 6 janvier 2016    |
| Juan Carlos Loyo          | Ministre de la Pêche et de l'Aquaculture                                      |     | Juan Carlos Loyo          |       | 22 avril 2022     |
| Greicys Barrios           | Ministre de l'Agriculture urbaine                                             |     | Greicys Barrios           |       | 4 septembre 2020  |
| Yelitze Santaella         | Ministre de l'Éducation                                                       |     | Yelitze Santaella         | PSUV  | 19 août 2021      |
| Magaly Gutiérrez          | Ministre de la Santé                                                          |     | Magaly Gutiérrez          |       | 9 février 2022    |
| Francisco Torrealba       | Ministre du Processus social du travail                                       |     | Francisco Torrealba       |       | 16 mai 2022       |
| Ildemaro Villarroel       | Ministre de l'Habitat et du Logement                                          |     | Ildemaro Villarroel       |       | 26 novembre 2017  |
| Josué Lorca               | Ministre de l'Écosocialisme                                                   |     | Josué Lorca               |       | 22 avril 2021     |
| Josué Lorca               | Ministre du Pétrole                                                           |     | Pedro Tellechea           |       | 21 mars 2023      |
| Ricardo Menéndez          | Ministre de la Planification                                                  |     | Ricardo Menéndez          | PSUV  | 17 juin 2014      |
| Sandra Oblitas            | Ministre de l'Éducation universitaire                                         |     | Sandra Oblitas            |       | 17 avril 2023     |
| Gabriela Jiménez          | Ministre de la Science et de la Technologie                                   |     | Gabriela Jiménez          |       | 6 juin 2019       |
| Freddy Ñáñez              | Ministre de la Communication et de l'Information                              |     | Freddy Ñáñez              | PSUV  | 20 octobre 2020   |
| Jorge Arreaza             | Ministre des Communautés et des Mouvements sociaux                            |     | Jorge Arreaza             | PSUV  | 3 mars 2022       |
| Carlos Leal               | Ministre de l'Alimentation                                                    |     | Carlos Leal               |       | 15 avril 2019     |
| Ernesto Villegas          | Ministre de la Culture                                                        |     | Ernesto Villegas          | PSUV  | 3 novembre 2017   |
| Mervin Maldonado          | Ministre de la Jeunesse et du Sport                                           |     | Mervin Maldonado          | PSUV  | 4 septembre 2020  |
| Roside González           | Ministre des peuples indigènes                                                |     | Clara Vidal               |       | 9 février 2022    |
| Margaud Godoy             | Ministre de la Femme et de l'Égalité de genre                                 |     | Diva Guzmán               |       | 9 février 2022    |
| Mirelis Contreras         | Ministre du Service pénitentiaire                                             |     | Mirelis Contreras         |       | 4 septembre 2020  |
| Raúl Paredes              | Ministre des Travaux publics                                                  |     | Raúl Paredes              |       | 12 août 2019      |
| Ramón Celestino Velázquez | Ministre du Transport                                                         |     | Ramón Celestino Velázquez |       | 16 mai 2022       |
| Néstor Reverol            | Ministre de l'Énergie électrique                                              |     | Néstor Reverol            | PSUV  | 25 octobre 2020   |
| William Serantes          | Ministre du Développement minier écologique                                   |     | William Serantes          |       | 19 août 2021      |
| Evelyn Vásquez            | Ministère de l'Attention aux eaux                                             |     | Evelyn Vásquez            |       | 14 juin 2018      |
| Hipólito Abreu            | Ministère des Industries et de la Production nationale                        |     | Hipólito Abreu            |       | 16 mai 2022       |
| Antonio Morales           | Ministère du Commerce national                                                |     | Antonio Morales           |       | 19 janvier 2023   |